# 오정현
오정현(1956년 8월 4일 ~ )은 대한민국의 종교인으로 대한예수교장로회(합동) 소속의 사랑의교회 제 2대 담임목사이다. 호는 혜강(惠江)이다.
사랑의교회 초대 담임목사 옥한흠에 이어, 청빙을 통해 2003년 8월에 부임하였다. 청빙 이후 적법성에 대한 논란이 제기되었다.

## 약력
1956년 경북 의성에서 개척교회 목사의 아들로 태어나 4대째로 내려온 신앙을 물려받으며 자라났다. 5세 때인 1960년, 부산신학교 6회 졸업생인 부친이 동기들과 함께 가야제일교회를 설립하면서 부산으로 이주했다. 관동대학교를 중퇴, 숭실대 영문과를 졸업하고 총신대 신대원 재학 중 미국으로 건너가 탈봇신학교와 칼빈신학교를 졸업했다. 1986년 탈봇신학대학원을 졸업하고, 이듬해에는(1987년) 사랑의교회 협동목사로 부임했다. 1988년에 옥한흠 목사의 권유로 미국 이민자들을 위한 예배와 양육, 교제의 센터로 미국의 캘리포니아에서 남가주사랑의교회를 세우고 담임목사로 2003년 8월까지 근무했다.
초대 담임목사로 섬겼던 옥한흠 목사에 이어, 청빙을 통해 지난 2003년 8월에 부임하여 사랑의교회 제2대 담임목사로 부임한 오정현 목사는 초대 옥한흠 목사가 건실하게 쌓아 올린 제자훈련이라는 토대 위에서, 지난 30년 넘게 사랑의교회가 제자훈련에 집중할 수 있도록 섬기며, 사회 변화에 발 맞춘, 소위 온전론에 기반한 '제자훈련 2.0'이라고 불리는 제자훈련의 발전에 전력을 기울이고 있다.
2019년 4월 25일 대법원은 사랑의교회 오정현 목사에 대한 '위임결의무효확인' 소송에서 오 목사 측의 '파기환송 후 상고'를 심리불속행 기각했다. 이에 따라 원심이 확정됐다. 원심 판결은 △예장 합동 측 동서울노회가 2003년 10월 오정현 목사를 사랑의교회 위임목사·당회장·담임목사로 위임한 결의가 무효라는 것 △오정현 목사가 사랑의교회 위임목사·당회장·담임목사로서의 직무를 집행해선 안 된다는 것이었다.

## 사건사고 및 논란
오정현 목사가 부임한 이후 사랑의교회에는 많은 문제가 불거졌다. 교회는 건축을 놓고 갈등이 생겼고, 이는 대법원이 불법 건축물이라고 확정 판결했다. 또 오정현 목사 개인에 대한 논문 표절, 학력 위조, 재정 유용 의혹으로 이어졌다.

### 학력 논란
오정현은 부산고와 경희대를 졸업했다고 사랑의 교회 설립자이자 담임목사인 옥한흠에게 말했으나 나중에 부산고가 아니라 검정고시 출신이며 경희대가 아닌, 관동대학교를 중퇴하고 숭전대(숭실대 전신)로 편입하여 졸업했음이 드러났다.

### 논문 표절과 대필 논란
2012년에 오정현 목사의 포체스트룸 대학 신학 박사학위 논문이 표절이라는 의혹에 대해, 사랑의교회는 대학교수급 4명으로 이뤄진 조사위원회를 꾸렸고 조사위원장이었던 권영준 교수는 "논문 대필이나 표절, 그 어떠한 도덕적으로 부정직한 증거가 나타나면 사랑의 교회 담임목사를 사퇴하겠다고 조사위원 4명 앞에서 공언을 했다."고 전했으며, "오정현 목사의 논문 속에서 다른 저자의 글을 발견했다. 소제목까지 다 똑같았다. 4권의 책에서 38페이지를 찾아냈다."고 밝혔다. 오정현 목사는 자숙 기간을 갖겠다면서 담임목사직을 쉬었으나 6개월만에 교회로 복귀했다.
사랑의교회는 2013년 3월 17일에 발표한 '당회 입장'을 통해 "논문 관련 대책위의 진상 규명 결과를 바탕으로 오 목사가 1998년 남아프리카공화국 포체프스트롬대학에서 취득한 박사학위 논문이 여러 종의 저서를 표절했다는 결론에 도달했다."고 밝혔다. 이 교회의 최고 의사결정기구인 당회는 "오 목사는 포체프스트롬대 신학박사 학위와 바이올라대 목회학박사 학위를 내놓기로 했다."고 덧붙였다. 그러나 학위 논문은 해당 논문을 수여한 학술기관만이 권위를 지니고 있어 사랑의교회 당회는 후에 월권을 인정하고 사과문을 공지했다.
이에 대해 국민일보는 "포체스트롬 대학은 신학부 교수진으로 구성된 특별위원회에서 오 목사의 논문을 검토한 결과 “논문에 표절 부분이 있지만 논문의 독창성(still constitutes an original) 및 제자도에 대한 학문적 유의미성과 기여도(significant contribution to the discipline)가 여전히 인정된다”고 평가했다. 표절 부분을 모두 삭제하더라도 논문의 독창성과 학문발전에 기여한 공헌은 유지된다는 것이다."라고 보도했다.
사랑의교회 '오 목사 논문 조사위원회'(위원장 권영준 장로·경희대 경영학과 교수)는 보고서에서 "1998년 남아프리카공화국 포체프스트룸 신학교에 제출한 오 목사의 박사 학위 논문이 표절이라는 증거를 무수히 발견했다."고 결론지었다. 조사 과정에서 지난해 8월에 백석대 김진규 교수는 오 목사의 논문이 미국 캘리포니아 바이올라대학 마이클 윌킨스 교수의 '팔로잉 더 마스터'(Following the Master)를 표절했다는 증거와 함께 '오 목사의 논문이 자신의 저서와 놀랄 만큼 유사하다'는 윌킨스 교수의 답신을 제출했다. 또한, 이 보고서는 고 옥한흠 목사의 논문을 대필했다는 의혹을 제기하고 있으며 오 목사의 아내가 조사위원장에게 압력을 행사했다는 내용도 담고 있다.
한편, 2014년 5월 13일에 방송된 PD수첩은 사랑의교회 측의 방송취소 압력에도 불구하고 오정현 목사의 논문 표절 논란과 신축 예배당의 재정 유용 의혹 및 정관 개정 논란 등을 집중 조명하기도 했다.. 이 방영에서 오정현 목사는 2013년 11월 10일의 예배에서 고든 맥도날드가 쓴 '내면세계의 질서와 영적 성장'의 내용을 반복해서 언급, 사용했으며, 설교까지도 표절했다는 문제제기를 받기도 했다.

### 재정비리 논란
오 목사와 교회 건축위원장 김 아무개 장로는 교회 돈을 횡령·배임한 혐의로 7월에 서울중앙지검에 고발 당했으며, 사랑의교회 신자 3000여명은 2013년 10월에 신문 광고를 통해 검찰에 고발된 오 목사의 재정 비리 의혹을 제기하며 사임을 촉구했다.
이들 신자들은, 사랑의교회가 서울시 서초동의 대법원 앞에 짓고 있는 부지 6782m2를 "2009년 대림산업으로부터 매입하면서 당시 시가 610억원보다 두 배 가까이 비싼 1178억원에 매입했다"는 배임 의혹을 제기했으며, "2006~2011년 사랑의교회가 운영하는 '북카페 사랑플러스 서점'의 이익금 중 3분의 1을 공금관리 계좌로 입금시키지 않고 오 목사의 측근이 관리하는 별도 계좌로 빼내 횡령했고"교회 특별새벽부흥집회의 찬양집회 실황을 담은 '내 영혼의 풀콘서트'란 이름의 라이브 앨범 시디와 디브이디 판매 수익금도 별도 계좌에 빼내 횡령했"다고 주장했다.
이후 사랑의교회 반대파 사랑의교회갱신위원회(갱신위)에서는 오정현 목사의 재정비리, 횡령, 배임, 사문서 변조등의 혐의로 검찰에 고발하였으나 불기소 되었고, 법원에서도 검찰의 불기소 처분이 정당하다는 판결이 나왔다. 오목사는 검찰에 이어 법원의 재정신청에서도 모두 무혐의를 인정받아 교회 재정운영과 관련된 의혹에서 벗어나게 됐다.

### 세월호 유가족 명예훼손 논란
오정현 목사가 2014년 4월 27일에 자신이 개척한 미국 로스앤젤레스 소재 남가주 사랑의교회를 방문해 교회 순장을 대상으로 한 간담회에서 "여러분 아시지만 한국은요. 이번에 정몽준씨 아들이 (세월호 희생자와 실종자 가족들을 향해) '미개하다'고 했잖아요. 사실 잘못된 말이긴 하지만 틀린 말이 아니거든요. 아이답지 않은 말을 해가지고 어려움을 겪고 있는데 (세월호 피해자들이) 총리에게 물을 뿌리고 인정 사정이 없는 거야, 몰아붙이기 시작하는데…."라고 발언한 파일이 유투브에 올라와 있는 것이 발견되어 큰 비난을 받았다.
이에 세월호 유가족 9명은 지난해 6월 11일 이들을 모욕 및 명예훼손 등의 혐의로 경찰에 고소했다. 사건을 접수한 서울서초경찰서는 이들을 불러 수사하고 기소의견으로 검찰에 송치했다. 그러나 검찰은 오목사의 표현이 유가족을 직접 겨냥하거나 명예를 실추시킬 만큼 심각하지 않다고 판단했다. 검찰은 “오정현 목사의 발언은 정몽준 전 새누리당 의원 아들의 ‘국민미개’ 발언을 소개한 것에 지나지 않고, 세월호 유가족을 직접 겨냥한 말이 아니기에 기소하기엔 다소 무리가 있다”고 밝히며, 세월호 유가족을 비하한 혐의로 고소당한 오정현 사랑의 교회 담임목사에 대해 검찰이 무혐의 처분을 내렸다.

### 공공도로 지하 점용 관련
2019년 10월 17일 대법원은 “서초구청장에 의한 참나리길 점용 허가 처분을 취소한다”는 판결을 내렸다. 이에 대해 사랑의교회는 “다시금 성도님들께 심려를 끼쳐 송구하다”면서 “(대법원) 결론을 안타깝게 생각한다”고 밝혔다. 대법원의 확정 판결에 따라 서울 서초구청이 공공도로 지하공간을 점용하고 있는 사랑의교회측에 24개월 안에 원상회복하라고 통지했다. 서초구청은 교회측 입장을 들은 뒤 1월 중순쯤 원상회복 명령을 내릴 예정이다. 한편 사랑의교회 측은 대법원 판결 이후 헌법소원심판을 청구하여 주민소송 대상 여부에 대해 다시 한번 다투고 있는 중이다.
사랑의교회는 2013년 11월에 서초역 앞에 새 건물(서초예배당)을 완공하고 '입당 감사예배'를 진행한 이후 2019년 6월 1일에 헌당예배를 드렸다. 일부 언론에서는 사랑의교회가 건축당시 예배좌석을 4,500석 정도밖에 만들 수 없다고 판단되어 지하점용허가신청을 한 것으로 보도하였다. 사랑의 교회 측 해명에 따르면 반포로 변에 진입로와 진입 램프를 설치할 계획을 세웠으나, 지구단위계획의 변경으로 반포로 변에서 지하주차장으로 진입하는 것이 불가능해져 참나리길로 우회하여 출입하는 방안을 고안했던 것이었다. 한편, 교회라는 건물의 특성상 노약자와 장애인의 이용이 많은 관계로 지하주차장 진입 램프를 일직선으로 설계하는 것이 불가피하였는데, 이러한 직선형 설계를 위해서는 도로 지하 분을 추가적으로 사용하는 것이 필요하였다고 한다.
사랑의교회 측에서는 서초구청의 원상회복 통지에 대한 취소 소송을 제기하였으나 패소하였다. 서울행정법원은 “이 사건 도로의 원상회복이 불가능하다고 단정할 수 없고, 오히려 정밀안전진단 및 대수선 구조설계를 거쳐 시공할 경우 이 사건 건물의 구조·안전에 지장을 주지 않으면서 원상회복하는 것이 가능하다”고 봤다. 이어 “이 사건 도로점용 허가의 위법성이 명확히 드러난 이상 그 위법성을 제거할 필요성이 있는데, 이 사건 원상회복명령 외에는 이 사건 도로점용허가의 위법성을 제거할 방법을 찾아볼 수 없다”고 판단했다. 비례원칙 위반과 관련해서는 “이 사건 원상회복명령으로 인해 침해되는 원고의 사익이 이 사건 원상회복명령을 통해 달성하고자 하는 공익보다 크다고 볼 수 없다”며 사랑의교회쪽 청구를 기각하였다.

## 경력
- 제24대 숭실대학교 이사장 (2022.12~ )
- Resident Fellows 프로그램 2주 참여
- 사랑의교회 제2대 담임목사(2003.8 ~ 현재)
- 국제제자훈련원 원장
- 한중국제교류재단 대표회장
- 연변대학 과학기술학원(YUST) 후원재단 국제교육문화재단 이사장(2006.11~현재)
- 크리스채너티투데이 코리아 발행인(2008)
- 한국교회봉사단 단장(2007.11~현재)
- 한국신학정보연구원 이사장(2006~현재)
- 남가주사랑의교회 담임목사(1988~2003.8)
- 사랑의교회 6개월 목회실습(1987-1988.2.28.목사자격을 위한 목사과목이수증 취득 '총회신학원' 졸업)

## 저서
- 「열정의 비전메이커」(규장 1997)
- 「목회트렌드 2000」(규장 1998)
- 「믿음의 가문을 일으키라」(규장 1999)
- 「새천년 사역의 패스파인더」(두란노2000)
- 「인터넷 목회」(규장 2001)
- 「새벽사람 전성기」(규장 2003)
- 「사람을 세우는 설교」(국제제자훈련원 2003)
- 「통찰과 예견」(생명의말씀사 2004)
- 「기도력」(규장 2004)
- 「교회의 심장을 깨우는 잠들지 않는 사역자」(생명의말씀사 2005)
- 「신동행기」(두란노 2007)
- 「거룩한 결심 순종선언」(국제제자훈련원 2007)
- 「희망은 사람 사이로 흐른다」(생명의말씀사 2008)
- 「정면돌파: 세상 권세와 시대의 유행을 이기는 믿음의 힘」(국제제자훈련원 2010)
- 「소금맛 나는 소통」(국제제자훈련원 2012)
- 「생명 축복 수업」(두란노 2012)
- 「돌보심」(국제제자훈련원 2014)

## 가족 관계
- 아버지: 오상진 (1934년 ~ 2023년 8월 3일)
- 배우자: 윤난영
  - 장남: 오기원
  - 차남: 오기선
- 동생: 오정호 (1957년 ~ )
- 동생: 오정일, 오정혁